# Batthyány utca
A Batthyány utca Budapest I. kerületében, a Vízivárosban található. Az utca a Duna mellől, a Batthyány tértől indul; a Budai vár tövében, fokozatosan emelkedve fut a Széna tér irányába, majd a Széll Kálmán térig.

## Története
Az utca Batthyány Lajos 1849-ben kivégzett miniszterelnök nevét viseli. 1879-ben jött létre három korábbi utca összevonásával. Ezek: 1. Drei Mohren Gasse, magyarul Három szerecsen utca, első említése: 1858 (a Fő utcától a Gyorskocsi utcáig); 2. Schwanen Gasse, magyarul Hattyú utca, első említése: 1791 (a Gyorskocsi utcától a Kapás utcáig); 3. Wiener Tor Gasse, magyarul Bécsi kapu utca, első említése: 1830 (a Hattyú utcától a Várfok utcáig).

## Látnivalók
A 4. sz. alatti lakóház Neuschloss-Knüsli Kornél tervei alapján épült 1912-ben, egyedi, leginkább szecessziós stílusban.
Műemléki védelem alatt áll a 25. sz. alatt található, 1815 körül, klasszicista stílusban épült, egyemeletes lakóház. A homlokzat kör alakú nyílásaiban női fejet ábrázoló domborművek a négy évszakot, a Napot és a Holdat jelképezik.  
A 26. sz. közelében, a Batthyány utca és a Hattyú utca által határolt kis téren található Kolodko Mihály "Egyszer volt Budán kutyavásár" című miniszobra.
Az utca érinti a Mária teret, ami a téren álló pestisoszlopról kapta jelenlegi nevét. A Szűz Mária-emlékoszlop Hörger Antal alkotása, és eredetileg a mai Batthyány téren  állt. 1724-ben állíttatták a budai polgárok fogadalomból egy pestisjárványt követően. 1834-ben került mai helyére, eredeti mellékalakjai (Sienai Szent Katalin és Nepomuki Szent János) nélkül. 
A 49. sz. alatt (másik címe: Hattyú utca 14.) található az organikus stílusban épült, irodaházként funkcionáló Hattyúház (tervezője: Nagy Ervin).
A Ponton Galériát, ami a Moholy-Nagy Művészeti Egyetem hivatalos galériája, a Batthyány utca 65. szám alatt találjuk.

## Galéria

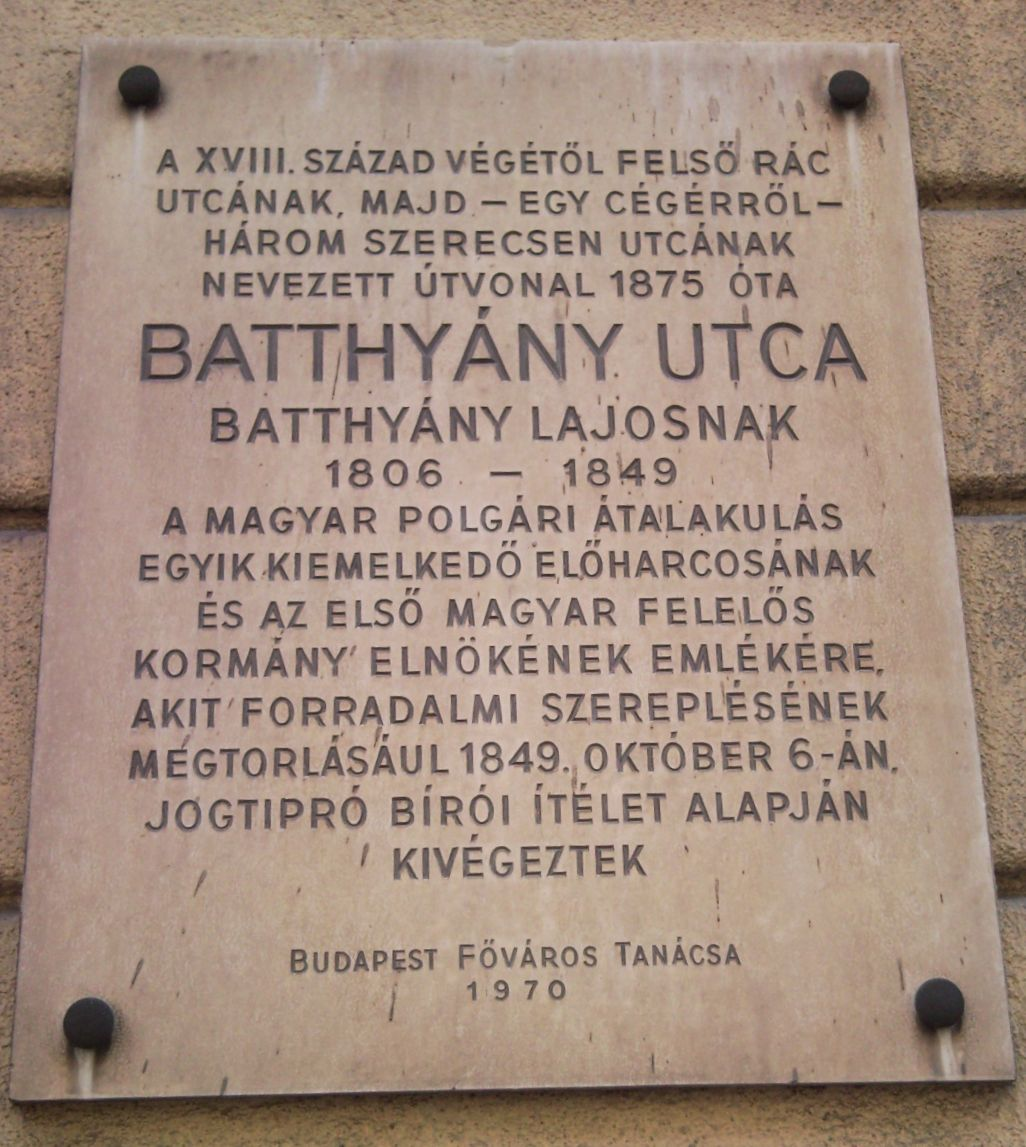
Az utca névadójának emléktáblája
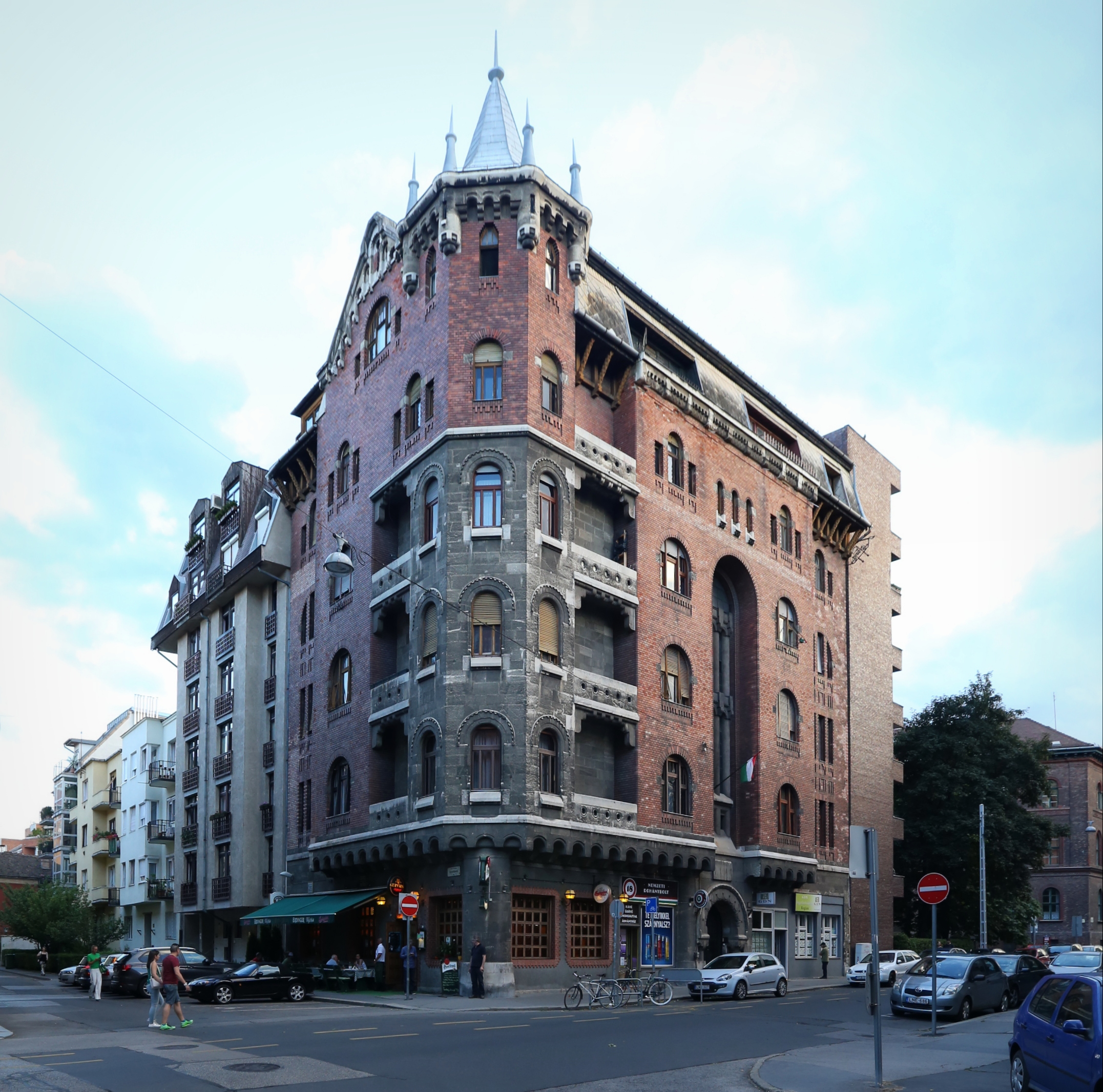
A 4. sz. alatti Neuschloss-ház
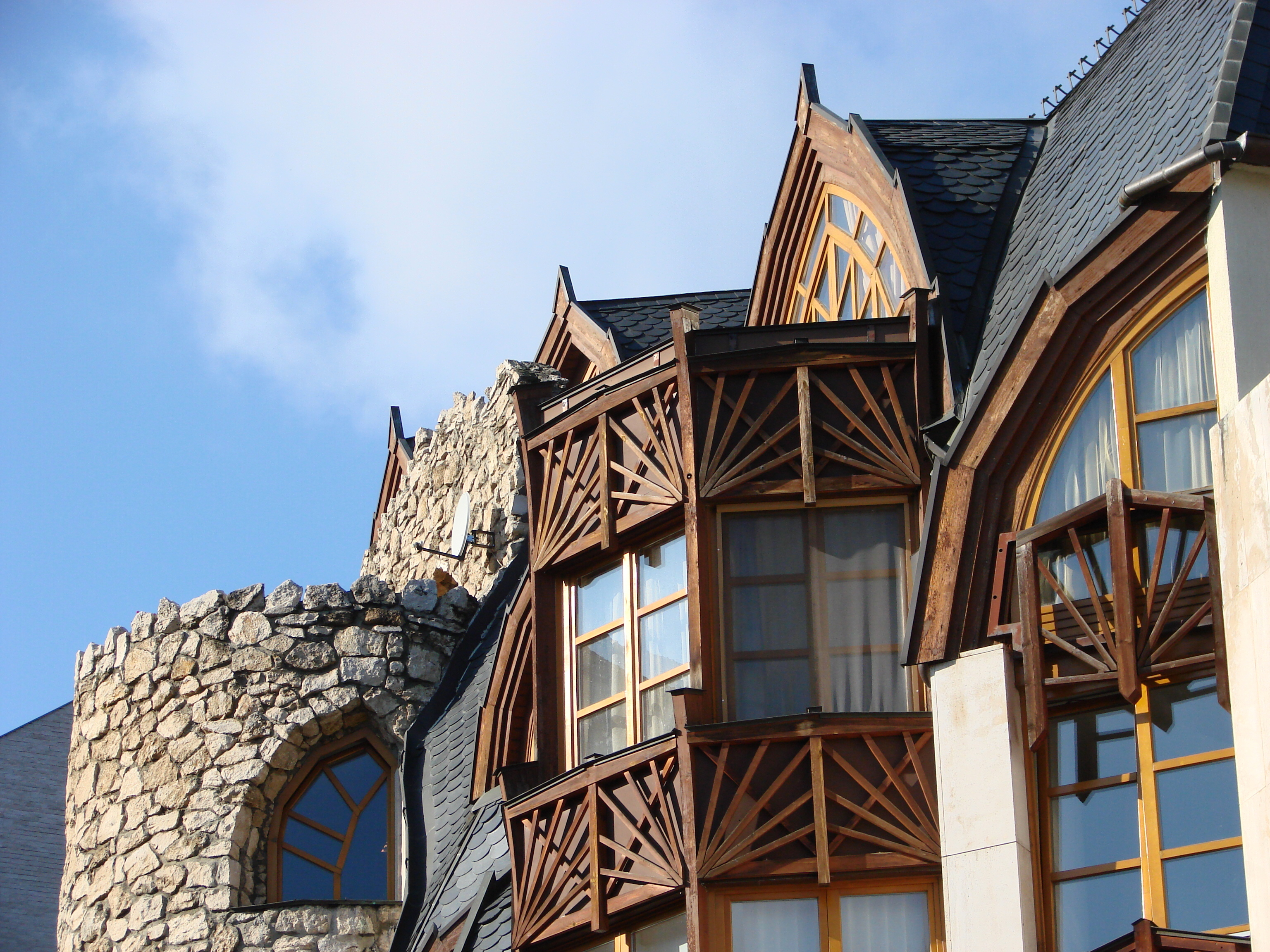
A Hattyúház Batthyány utca felőli homlokzatának részlete
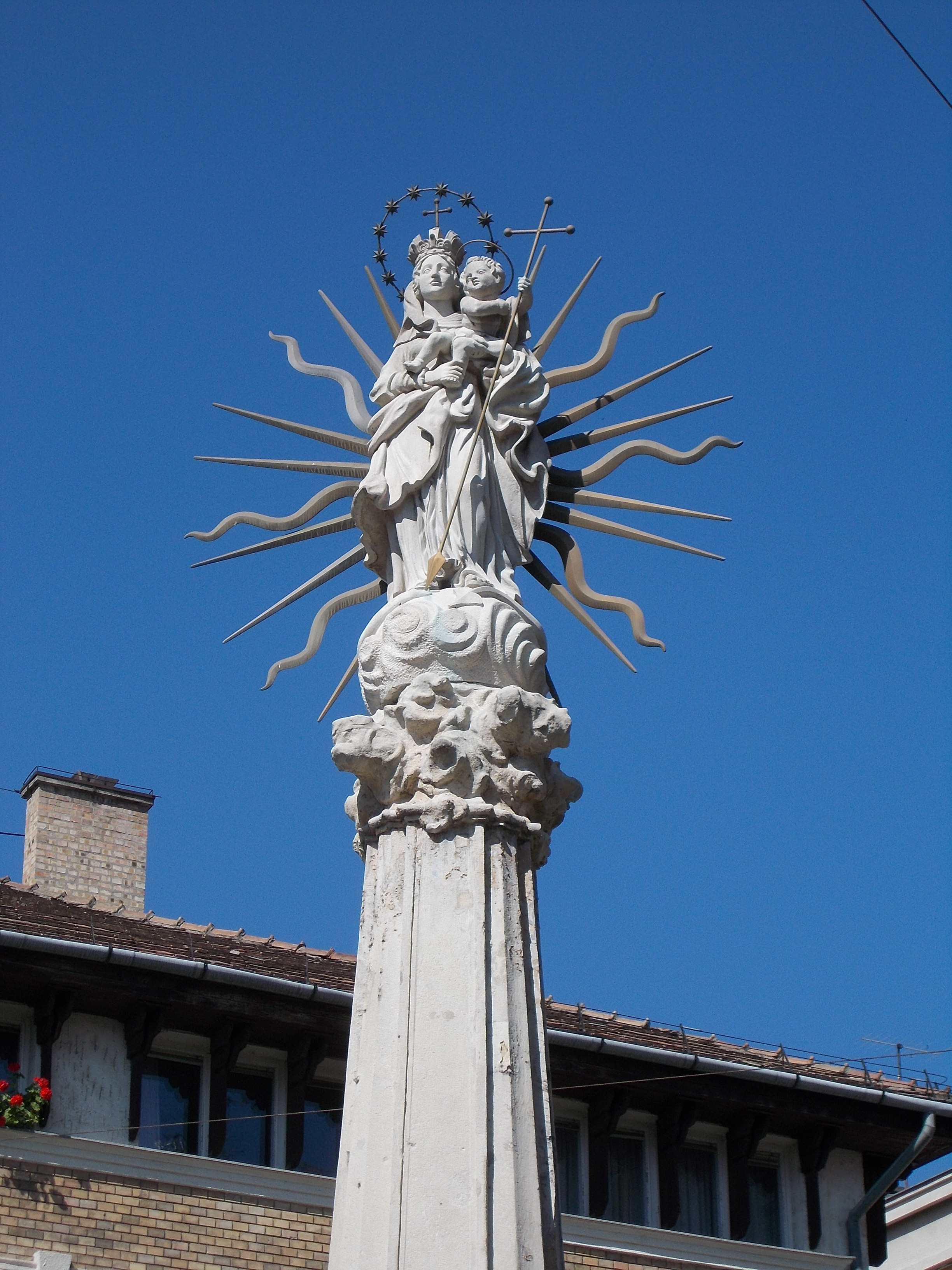
A Mária-emlékoszlop fejrésze
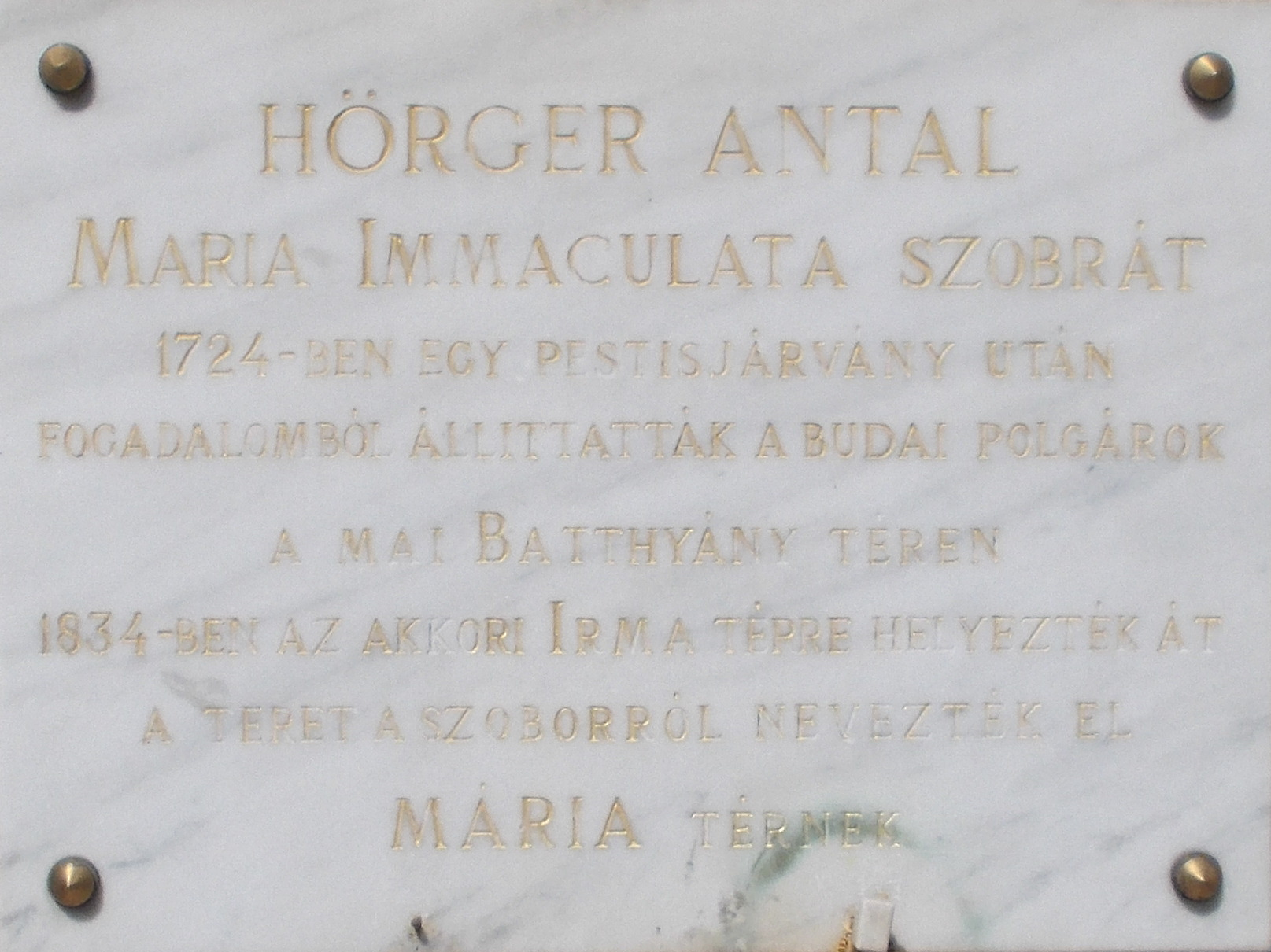
A Mária-emlékoszlop talapzatán található emléktábla